# Philibert Claitte
Philibert Claitte, né à Belleville-sur-Saône le 16 janvier 1859 et mort à Lyon le 24 janvier 1938, est un sculpteur français.

## Biographie

### Formation
Philibert Claitte entre à l'École des beaux-arts de Lyon en 1877 où il restera un an. Au cours de sa formation, il obtient plusieurs récompenses comme le prix Cécile Prost ou le prix de dessin école du soir. Il y gagne également le premier prix de modelage, le premier prix d'anatomie ainsi que le premier prix de composition en bas-relief.
Il poursuit ses études à l'École des beaux-arts de Paris où il est reçu deuxième au concours d'admission le 9 août 1880. Il y étudie dans les ateliers de François Jouffroy, Ernest-Eugène Hiolle et Alexandre Falguière. Au cours de sa formation parisienne, il obtient la médaille de composition en ronde-bosse.
Philibert Claitte quitte les Beaux-Arts pour « étudier différemment tout en gagnant sa vie ». Il fréquente plusieurs ateliers d'artistes comme celui d'Auguste Rodin ou de Pierre Miciol.

### Les années londoniennes
Entre 1885 et 1889, il séjourne à Londres où il rencontre le sculpteur Jules Dalou, lui-même exilé dans la capitale britannique à la suite de la Commune de Paris depuis 1871. C'est également à Londres que Philibert Claitte rencontre Alphonse Legros, alors enseignant à la Slade School. Les deux hommes entretiennent par ailleurs des rapports amicaux, comme en témoignent les portraits de Philibert Claitte dessinés par Legros en 1888.
Philibert Claitte envoie régulièrement des œuvres à Paris au Salon des artistes français de 1882 à 1889, ainsi qu'au Salon de la Société lyonnaise des beaux-arts de 1886 à 1914. Pour ses envois au Salon lyonnais, il recevra le 3e prix en 1890 ainsi que le 2e prix en 1897.

### Le retour en France
En 1889, Philibert Claitte quitte Londres et s'installe à Lyon. Par la suite, il travaille notamment comme assistant pour le compte d'Auguste Rodin à la réalisation des Bourgeois de Calais, groupe monumental de douze figures en bronze inauguré à Calais en 1895.
En 1898, il reçoit une commande de la ville de Lyon pour réaliser un buste du général Sériziat, militaire ayant défendu la capitale des Gaules en 1793 contre la Convention qui mit le siège sur la cité alors rangée du côté des Girondins. Cette commande, financée grâce au testament du négociant lyonnais François Grognard, est le signe d'une notoriété locale dont jouit Philibert Claitte auprès de la municipalité lyonnaise.
Il s'essaie également à la sculpture funéraire avec la réalisation du tombeau de la famille Guilleminet au cimetière de Loyasse à Lyon en 1903.
Il épouse Eugénie Biot le 31 juillet 1903 avec qui il a deux enfants nés respectivement en 1892 et 1903.
Philibert Claitte meurt à Lyon le 24 janvier 1938.

## Œuvres
- Lyon :
  - cimetière de Loyasse, sépulture Guilleminet : La Douleur, 1903, statue en bronze. Cette figure de jeune femme assise, épaules nues, cheveux flottants et tenant un bouquet de fleurs, honore la mémoire d'André-Marius Guilleminet (1846-1902), président de la Société de pharmacie de Lyon[5]. Cette œuvre est l'unique sculpture funéraire de Philibert Claitte[4].
  - musée des beaux-arts :
    - Caron, 1889, groupe en plâtre. Caron, passeur des âmes sur le fleuve Achéron (ou le Styx) dans la mythologie grecque, est représenté, chargé d'un corps, agenouillé au bord du fleuve où grouille un serpent. L'œuvre est exposée au Salon de la Société lyonnaise des beaux-arts de 1897, puis en 1914 à l'Exposition internationale des beaux-arts de Lyon. Cette sculpture, empreinte d'un romantisme tardif, peut se rapprocher de certains travaux[Lesquels ?] d'Auguste Rodin, dont Claitte se déclare l'élève[2].
    - Jeune fille, 1896, buste en plâtre. Une jeune fille vêtue d'un corsage à l'encolure carrée ainsi que d'une coiffe de tissu fin, porte une croix attachée à un ruban attestant de sa piété. La posture ainsi que la délicatesse des vêtements indiquent la condition aisée du modèle. Philibert Claitte semble apprécier ce type de portraits. En effet, la moitié des œuvres qu'il envoie aux différents salons au cours de sa carrière sont des bustes[2].
    - Le Général Sériziat, 1898, buste en marbre. Charles Catherin Sériziat était général de brigade en 1793. Cette œuvre est une commande de la ville de Lyon réalisée grâce à la générosité de François Grognard, négociant, qui dans son testament établit des dispositions visant à créer des œuvres d'art célébrant l'histoire de la cité. En 1793, Sériziat, alors employé dans l'armée du Rhin, refuse d'obéir aux ordres de la Convention qui lui demande de mener bataille contre Lyon, alors déclarée comme ville rebelle car ralliée au parti Girondin. Emprisonné, il est traduit devant un tribunal révolutionnaire, puis libéré en 1794[2].
    - Arthur de Gravillon, 1899, buste en plâtre. Arthur Péricaud, dit aussi Arthur de Gravillon, est un écrivain et sculpteur lyonnais[2].

Œuvres de Philibert Claitte
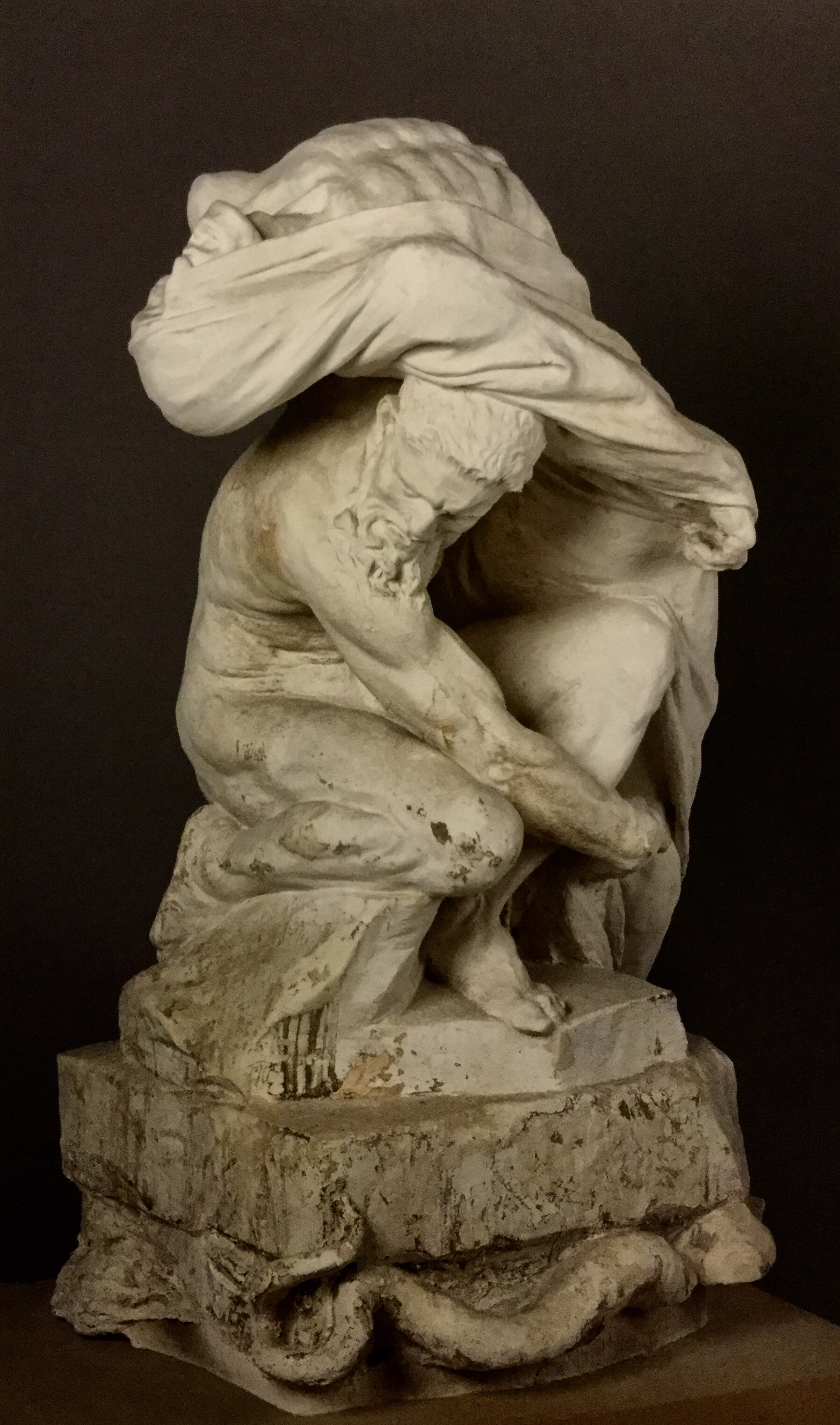
Caron (1889), plâtre, musée des beaux-arts de Lyon.
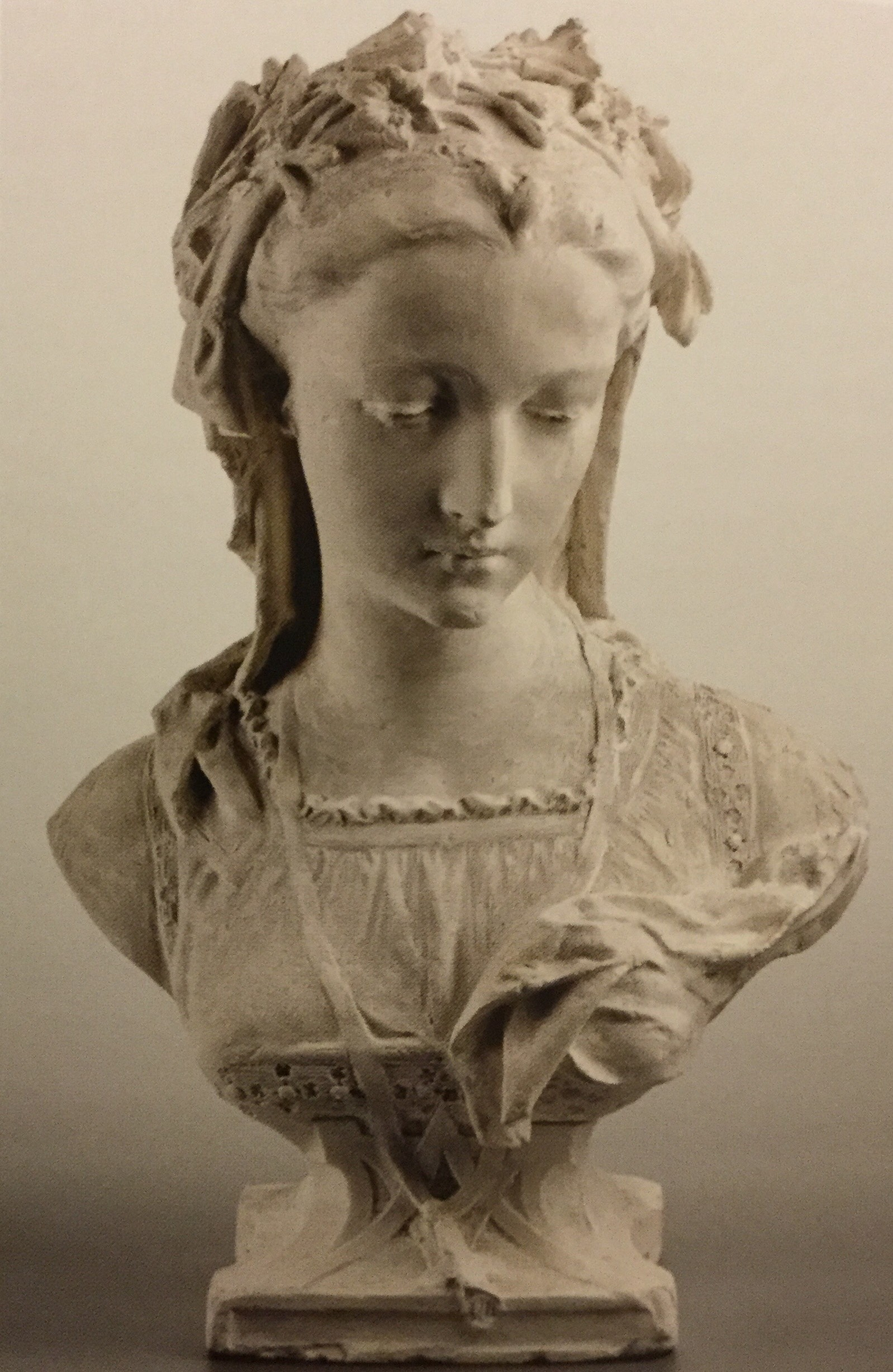
Jeune fille (1896), plâtre, musée des beaux-arts de Lyon.
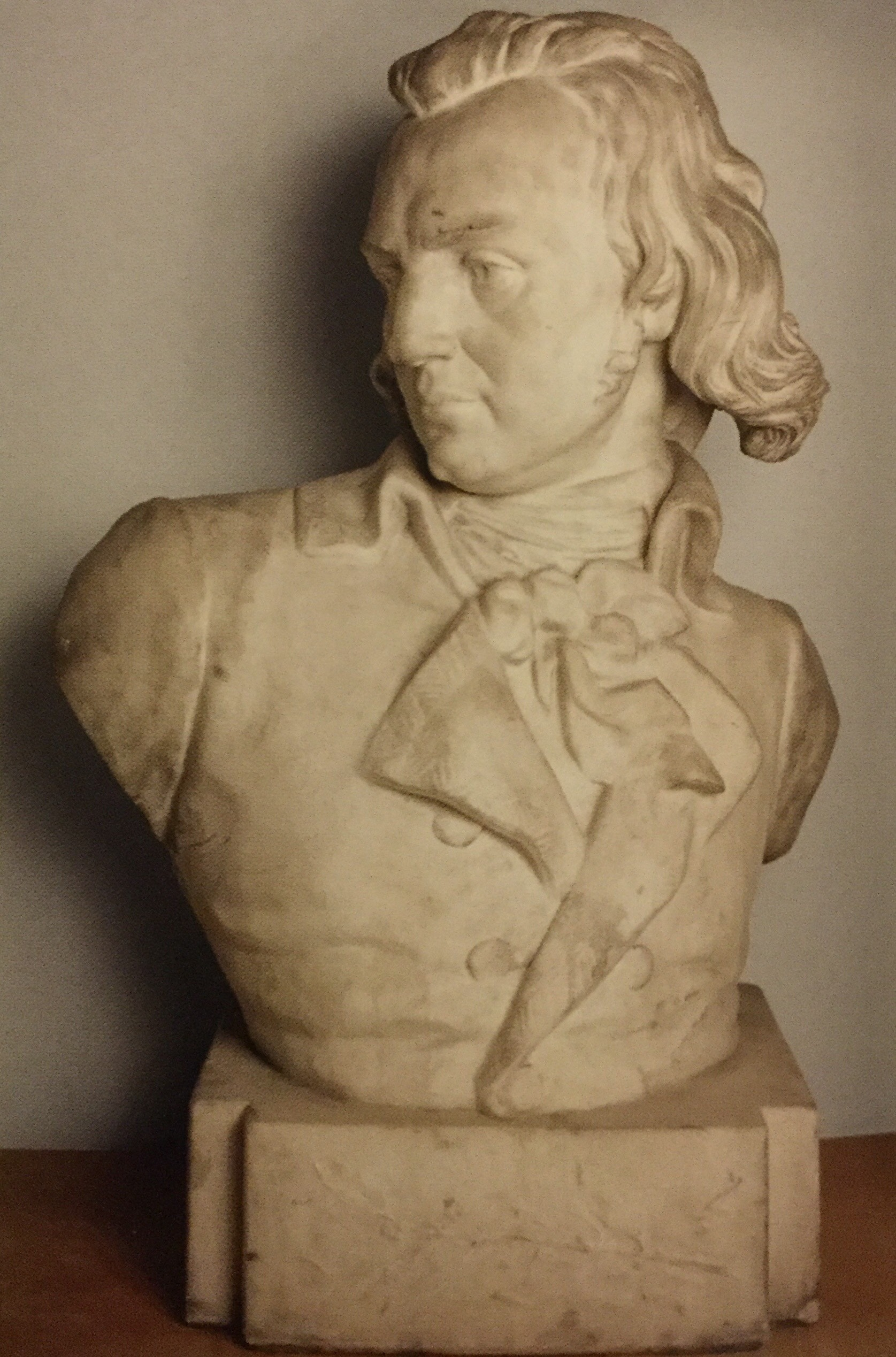
Le Général Sériziat (1898), marbre, musée des beaux-arts de Lyon.
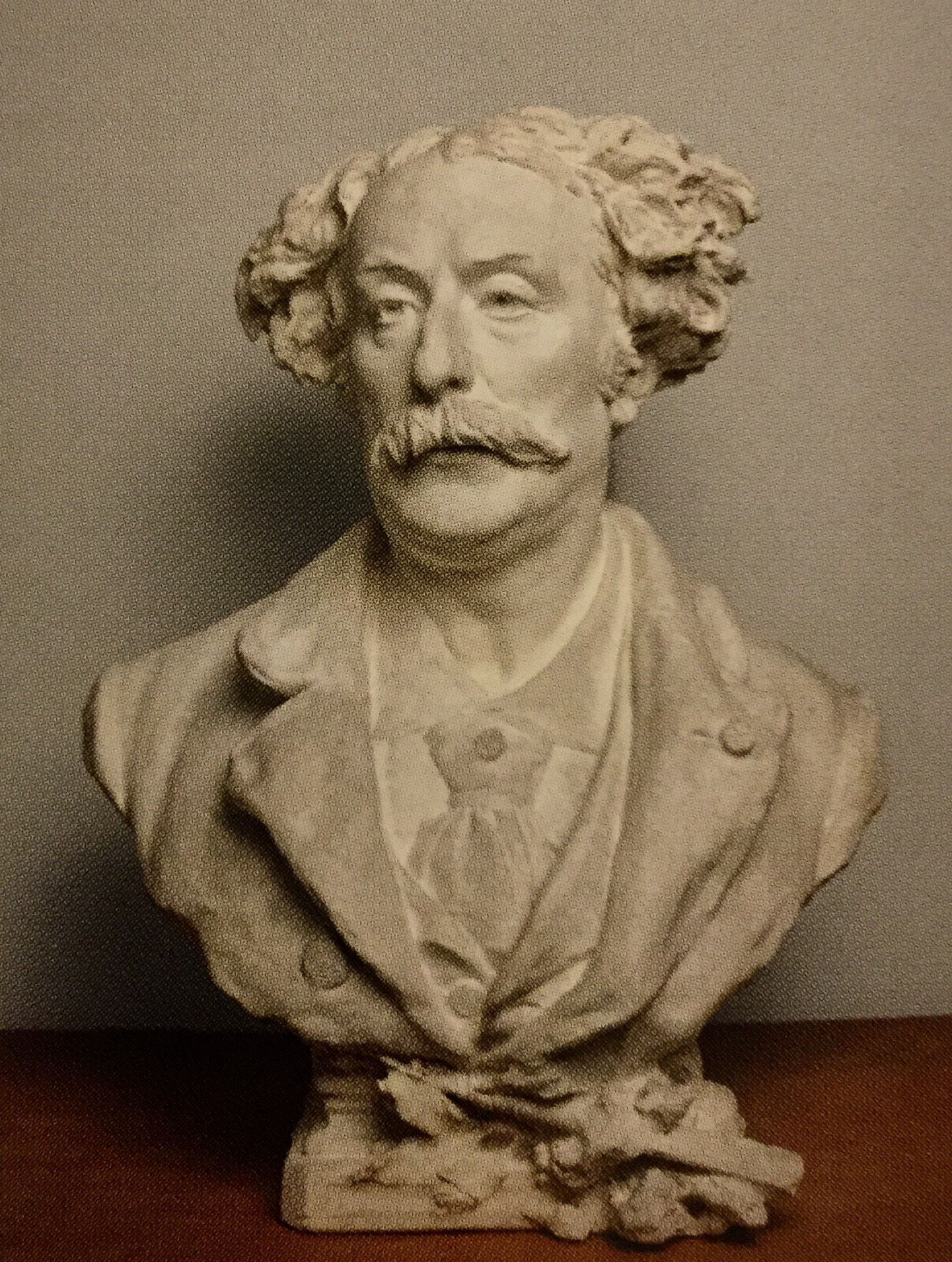
Arthur de Gravillon (1899), plâtre, musée des beaux-arts de Lyon.
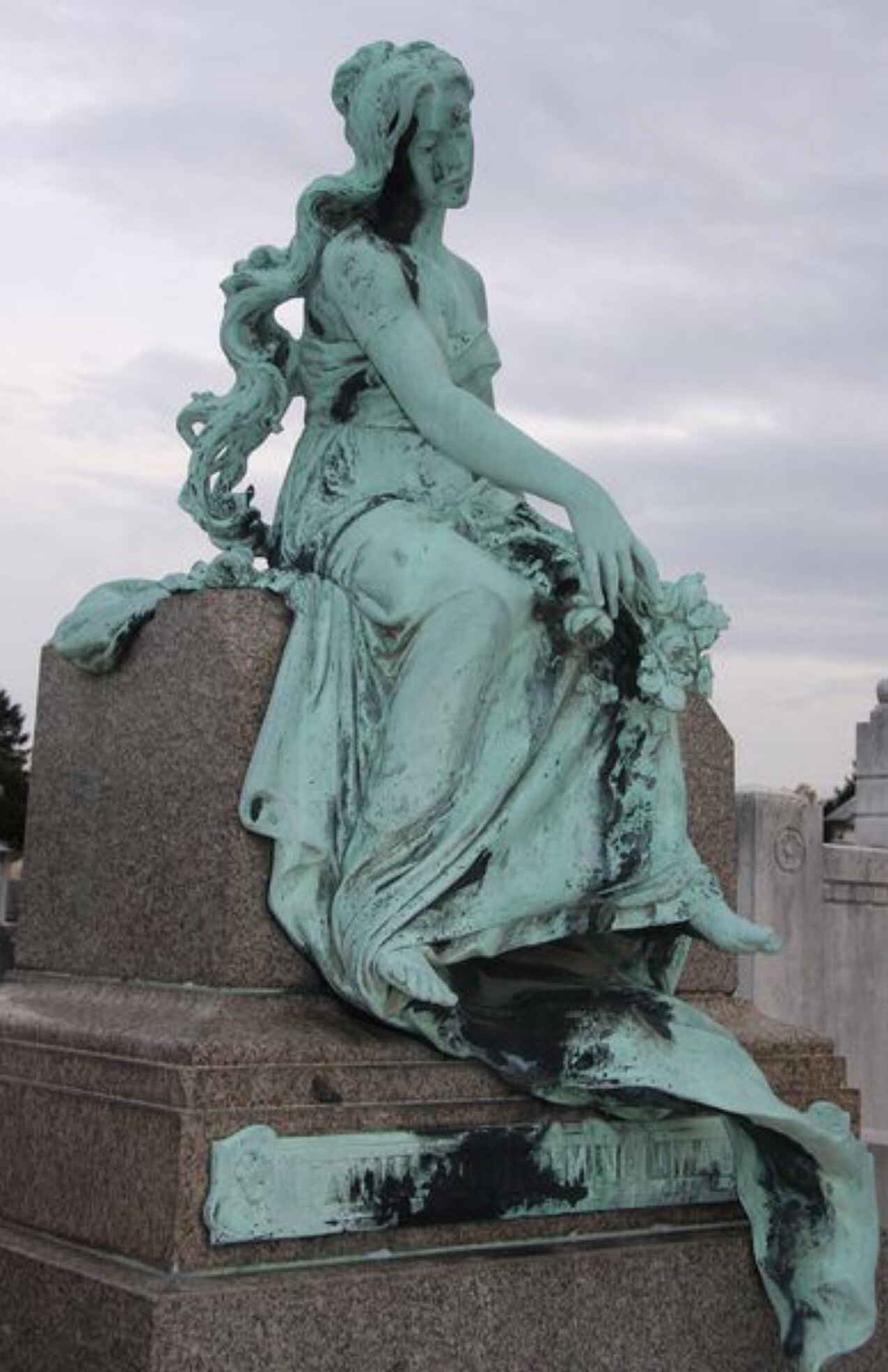
La Douleur (1903), bronze, Lyon, cimetière de Loyasse, sépulture Guilleminet.